# Aquarium
Pour les articles homonymes, voir Aquarium (homonymie).

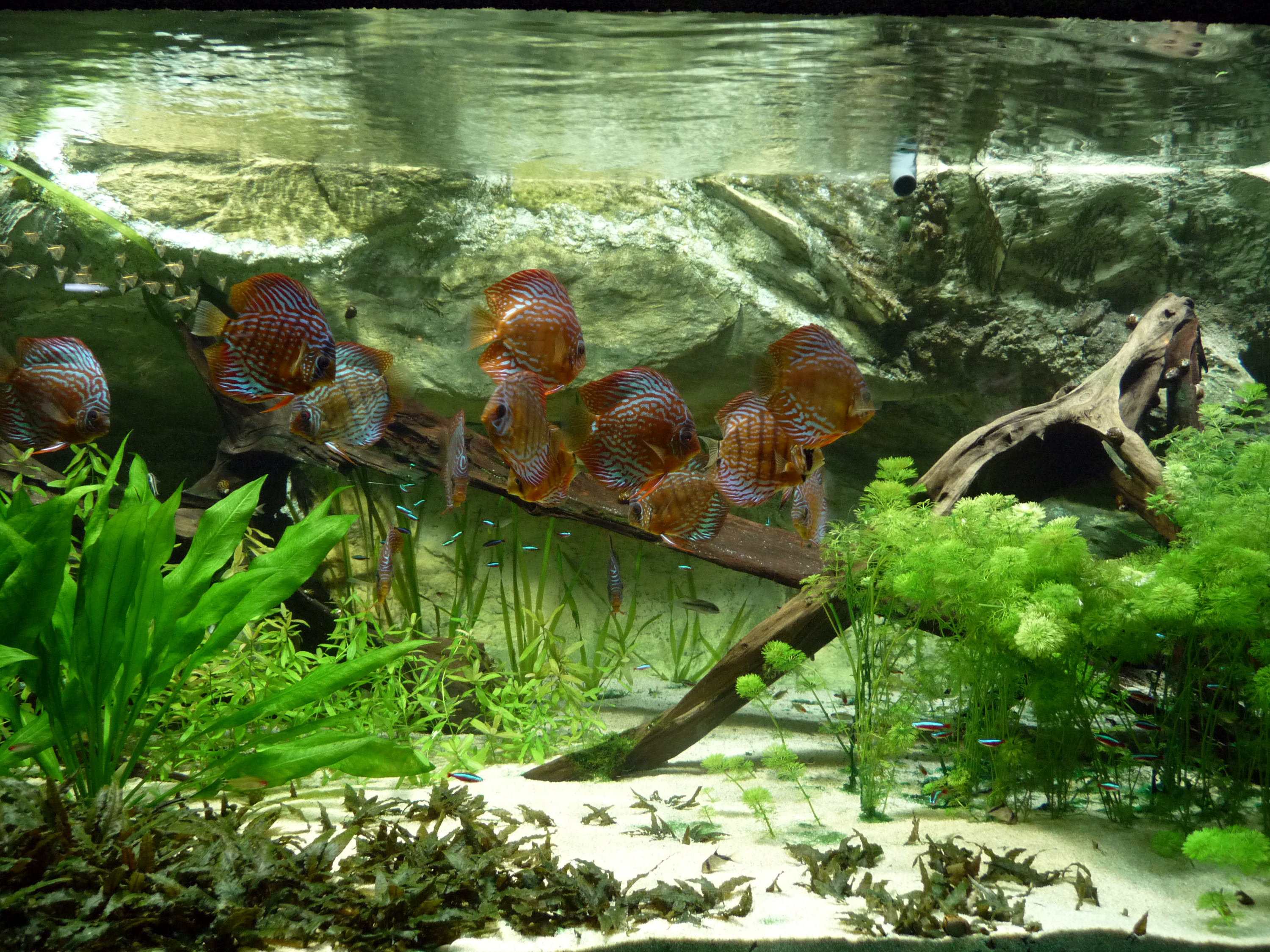
Aquarium tropical d'eau douce.

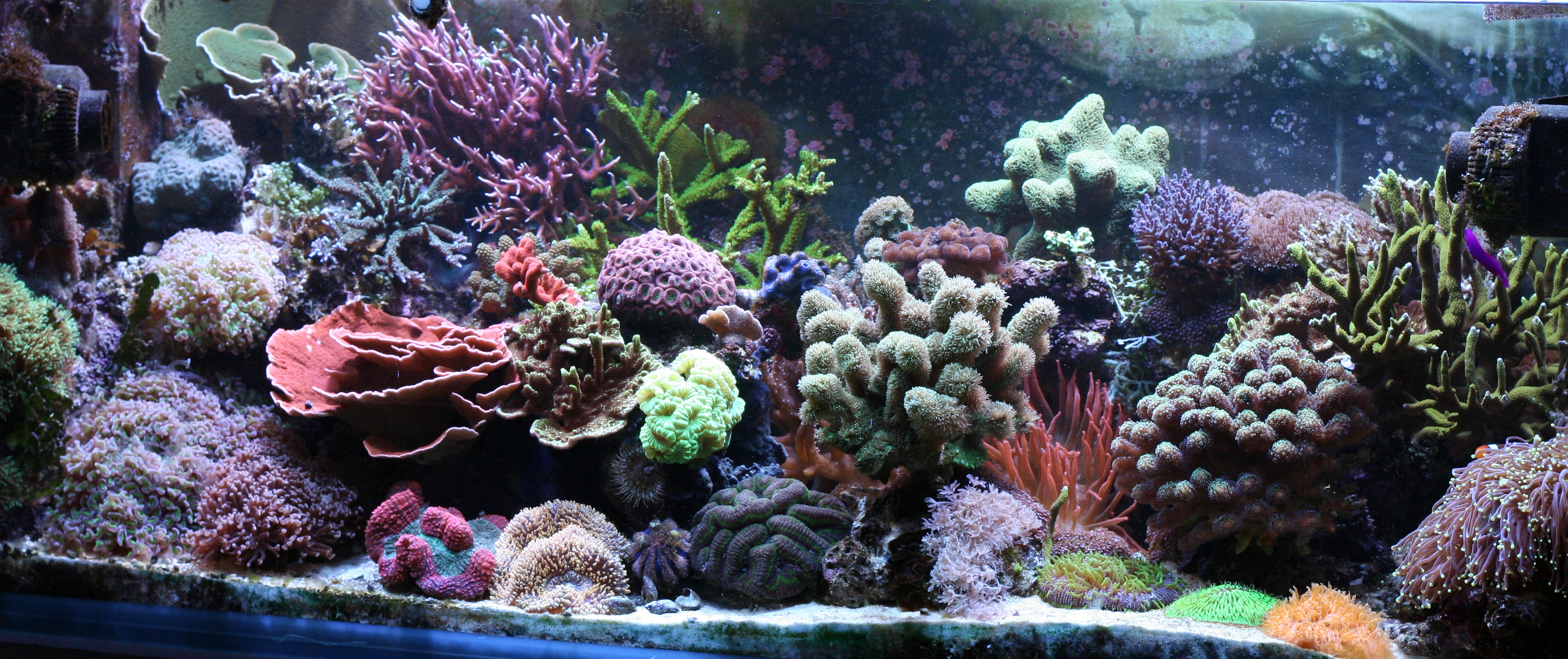
Reconstitution d'un récif de corail dans un aquarium.

Un aquarium est un réservoir rempli d'eau dans lequel vivent des animaux et/ou des plantes aquatiques, par exemple des poissons, des mollusques, des crustacés, des tortues aquatiques ou des coraux, ainsi que des algues, mais aussi de nombreux microorganismes invisibles à l'œil nu.
L'aquarium communautaire décoratif, d'eau douce ou d'eau de mer, est la forme la plus populaire. Il s'agit d'un bac vitré de petite dimension placé dans une habitation ou un lieu public. Il est une reproduction de l'habitat naturel de l'espèce ou des espèces qui habite(ent) dans cet aquarium. Il peut aussi contenir des décorations diverses à l'apparence moins naturelle. Il demande des soins particuliers qui peuvent devenir un loisir, l'aquariophilie.
Par extension, un aquarium est aussi un lieu public rassemblant de nombreux bacs remplis d'eau, destinés à présenter des espèces aquatiques.
Voir aussi: terrarium, aquaterrarium.

## Étymologie
Le mot aquarium est formé par dérivation , il vient du latin aqua qui veut dire eau avec le suffixe -rium- qui signifie lieu ou structure.
Contrairement au mot vivarium dont l'existence remonte à la Rome antique, le terme aquarium a été développé plus récemment, en Angleterre au milieu du XIXe siècle. En effet, ce sont les britanniques Robert Warington et Philip Henry Gosse qui inventèrent le terme aquarium (Latin scientifique, 1854) dans leurs publications originales sur le sujet pour signifier un vivarium aquatique.

## Histoire de l'aquarium

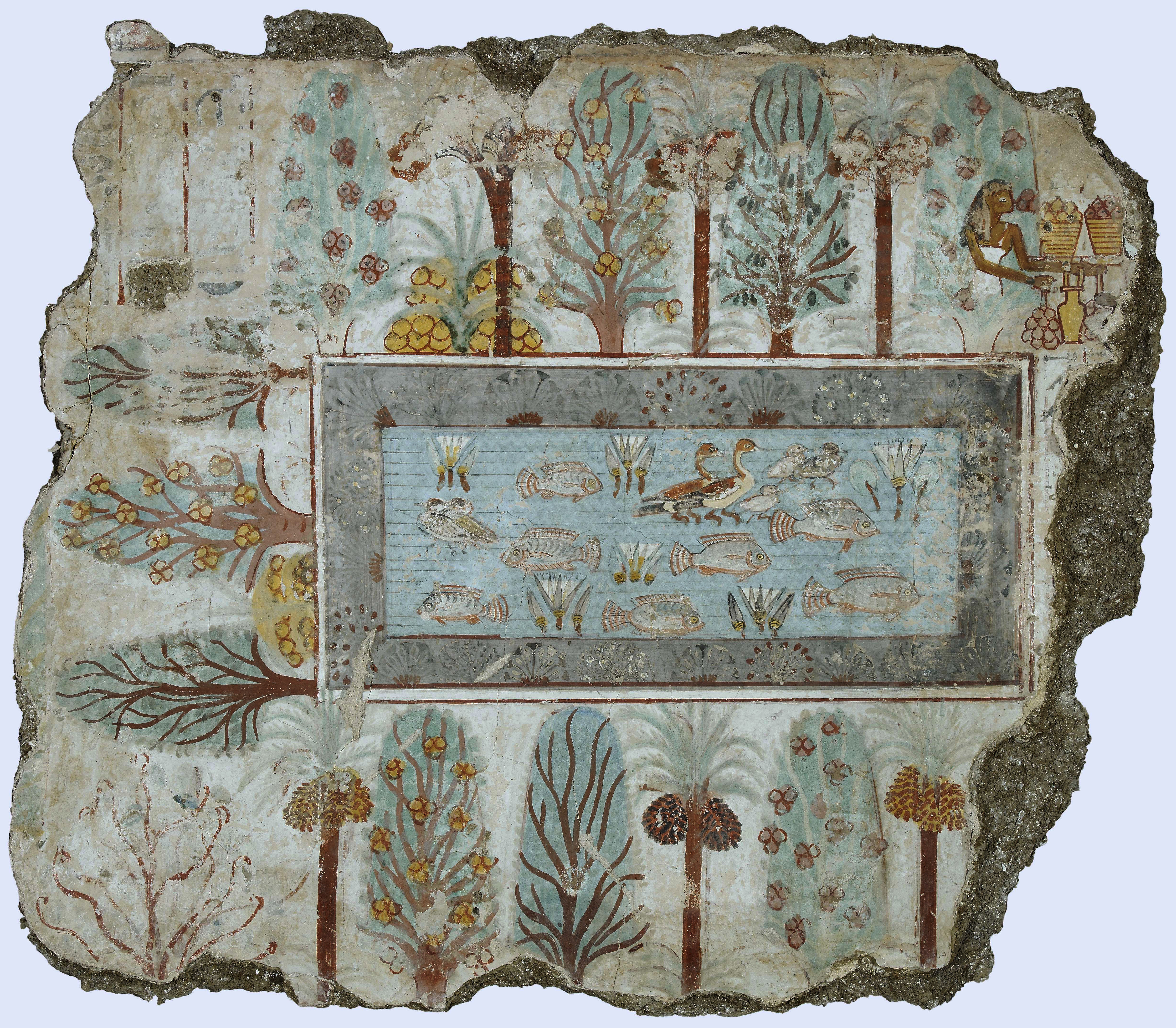
Étang artificiel avec des tilapias sur une peinture murale de la chapelle funéraire de Nebamun, autour de 1400 av. J.-C.

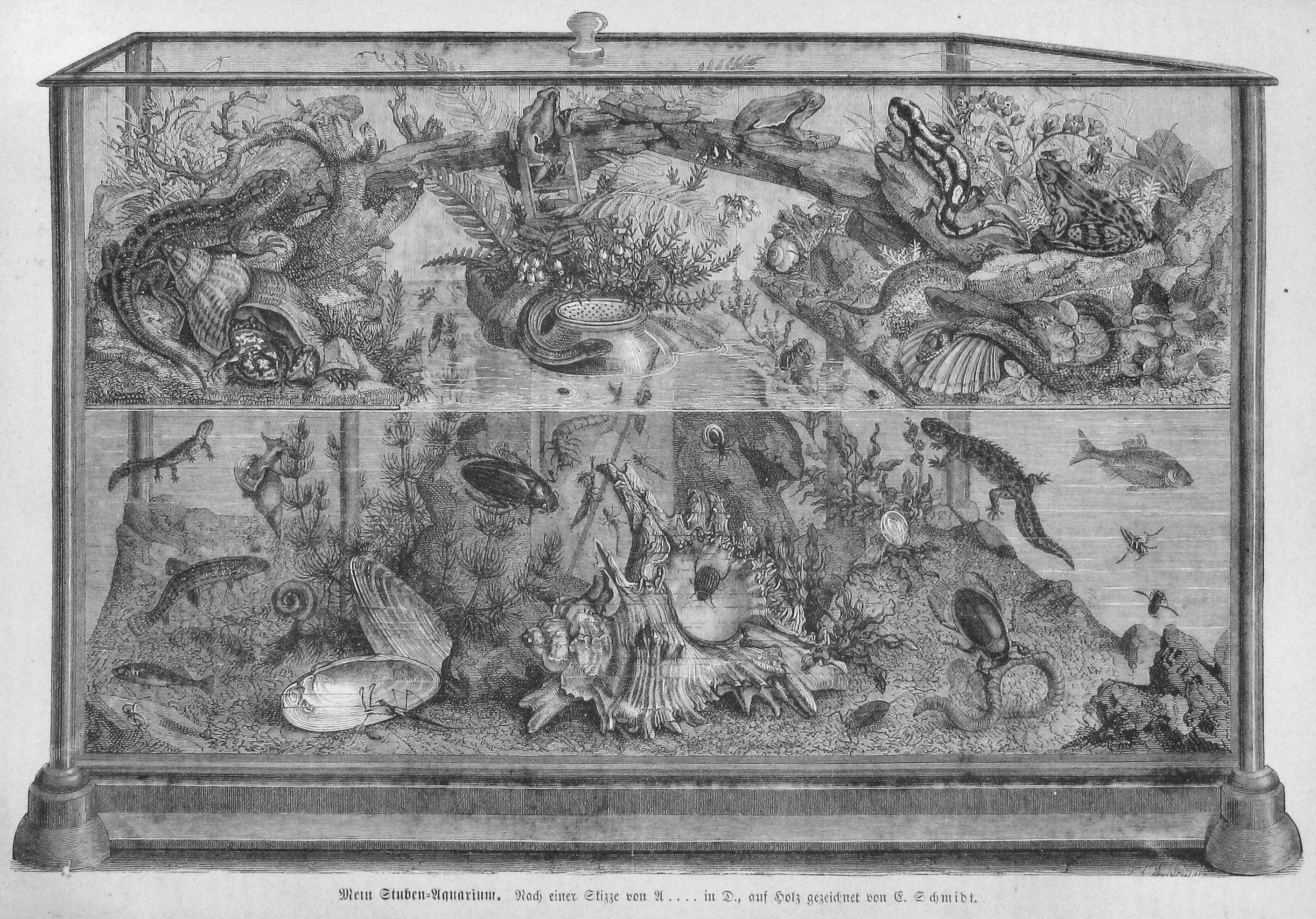
Représentation d'un aquarium d'eau douce en 1873.

L'existence du cycle de l'azote et son importance pour la survie des animaux aquatiques en milieu clos a été découverte en 1805.
C'est une femme, Jeanne Villepreux-Power, qui inventa l’aquarium dès 1832 pour ses expérimentations sur les Argonautes, mollusques céphalopodes, qui proliféraient à Messine. Ses "cages à la Power" ont été fabriquées pour leur observation. Ceci vingt ans plus tôt qu'il ne l'est généralement indiqué. Elle a également été à l'origine de la biologie marine et de l'océanographie. Honorée à son époque - en 1839, Jeanne Power sera admise comme membre correspondant de la célèbre Société zoologique de Londres, comme de 18 autres académies, très rares honneurs pour une femme - cette scientifique a été oubliée par la suite et l'on redécouvre seulement au XXIe siècle ses nombreux travaux.
Les premiers aquariums ont été construits en Angleterre en 1850. Ils sont inspirés de la caisse de Ward, une serre d'horticulture en verre. Le néologisme aquarium a été créé par contraction de aquatic et vivarium. L'idée était de créer un lieu en circuit fermé, dans lequel les organismes vivent en équilibre naturel, contrairement aux vivariums et bassins qui étaient jusqu'alors des circuits ouverts.
L'intérêt pour les aquariums dans les années 1850 est venu d'un intérêt grandissant pour la vie marine, un sujet encore en grande partie inconnu, et tabou jusqu'à la fin du XVIIIe siècle. L'élevage de poissons est cependant bien plus ancien que l'invention de l'aquarium. Plusieurs siècles avant les premiers aquariums, en Chine, en Grèce et dans l'empire romain on élevait des poissons d'ornement dans des bassins et des jarres pour des raisons autres que culinaires.
Le premier grand aquarium public a ouvert ses portes en 1853, au Zoo de Londres. Philip Henry Gosse semble être la première personne à utiliser le terme "aquarium" (au lieu de "vivarium") en 1854 dans son livre intitulé The Aquarium: An Unveiling of the Wonders of the Deep Sea qui traite principalement d'aquarium d'eau de mer.
Jusqu'à l'arrivée de l'électricité dans les ménages, au début du XXe siècle, les aquariums n'avaient ni chauffage ni filtre. L'élévation de la température de l'eau nécessaire à la survie des poissons tropicaux était assurée par une bougie, ou une lampe à pétrole, placée de temps en temps au-dessous de l'aquarium.
L'aquarium est devenu un objet de commerce en 1930 avec le développement de la vente et de l'exportation de poissons d'aquarium. Dans les années 1960 l'utilisation de cornières métalliques a été remplacée par de la colle au silicone, ce qui a apporté une meilleure étanchéité et une meilleure résistance à la corrosion provoquée par l'eau de mer,.

## Utilisation

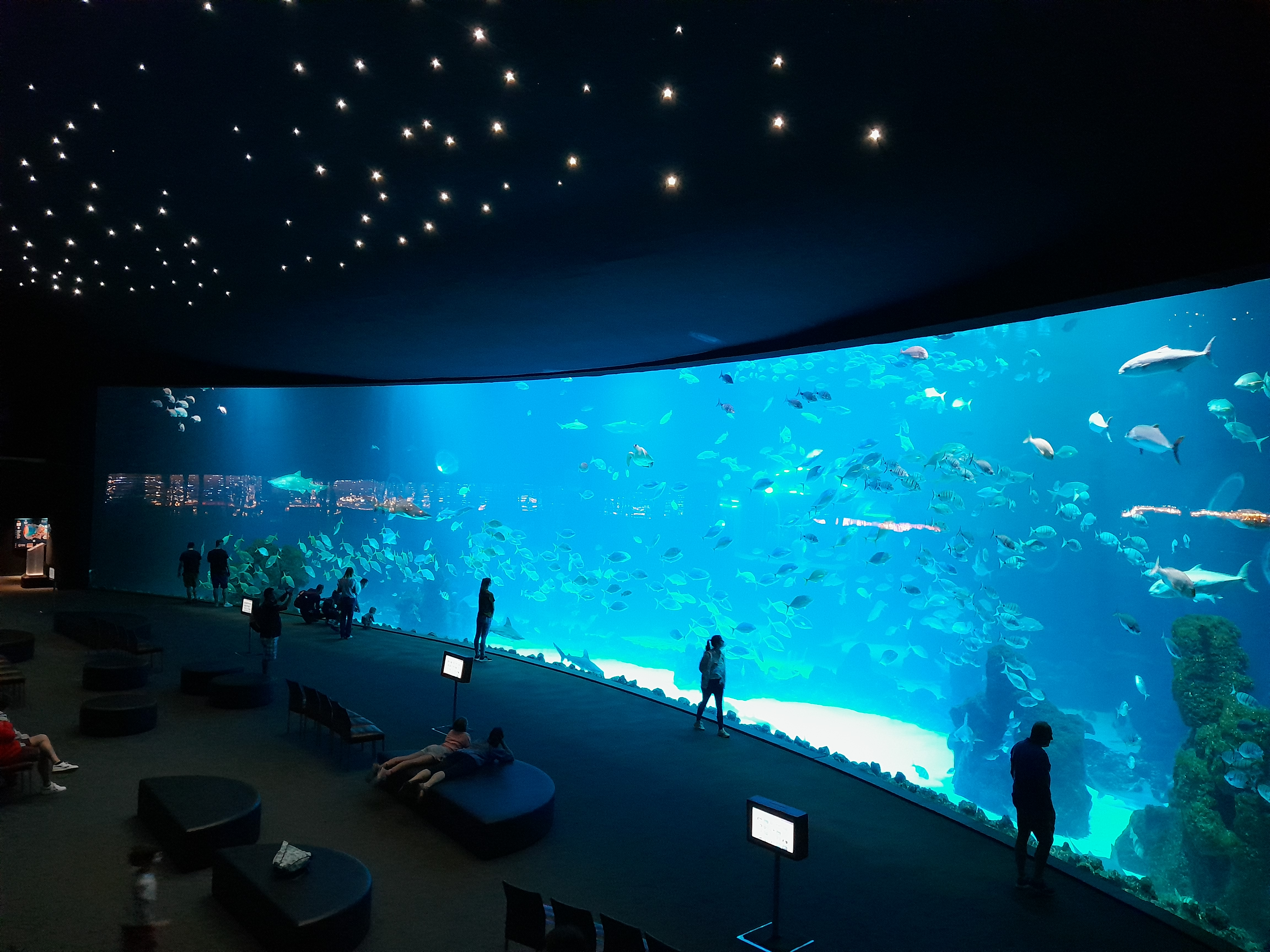
Aquarium panoramique à Las Palmas.

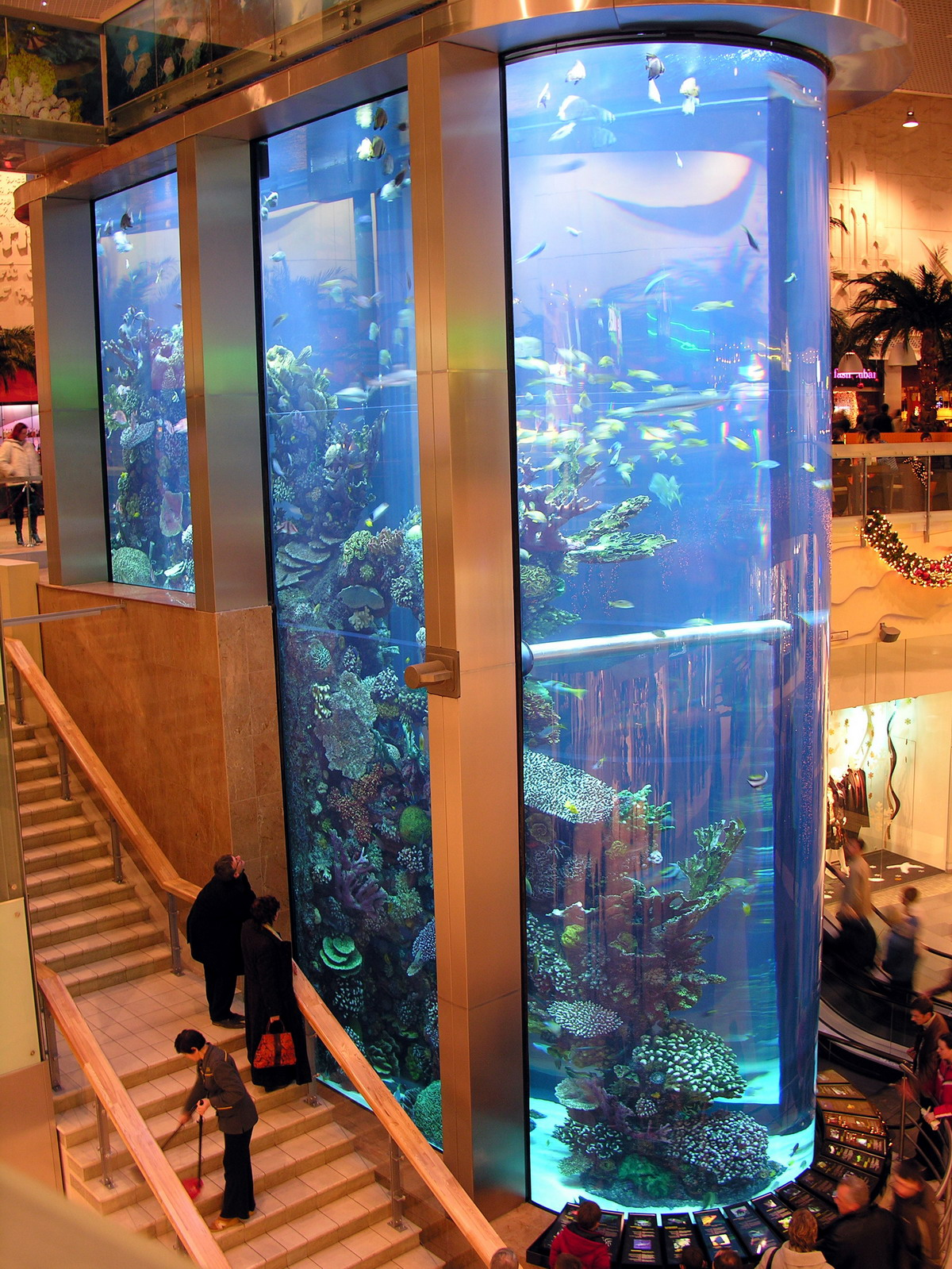
Récif corallien en aquarium, en Lituanie.

Un des trois requins-baleines de l'aquarium de Géorgie (États-Unis).

Un aquarium peut servir à élever des animaux et cultiver des plantes pour des études scientifiques ou à élever des animaux dans un but commercial (aquaculture), notamment pour le marché de l'alimentation et de l'aquariophilie. Un aquarium et son contenu peut également servir d'objet de décoration et de loisir ou peut servir à élever des espèces en voie de disparition ou des animaux malades.
Un aquarium pourra être rempli avec de l'eau douce, de l'eau de mer ou de l'eau saumâtre, cette dernière étant un mélange d'eau douce et d'eau de mer qu'on peut trouver dans certains estuaires et lagunes. Les animaux et les plantes qui seront placés dans l'aquarium sont fonction du type d'eau, de sa température, son pH et sa dureté ; les animaux d'eau douce ne survivent pas dans l'eau salée, et inversement. Les espèces d'eau froide demandent une température d'eau inférieure à 15 °C alors que les espèces tropicales auront besoin d'une température supérieure ou égale à 23 °C, et les animaux vivant dans une eau douce et acide vivront difficilement dans une eau dure et basique.
Outre leur utilisation industrielle et scientifique, les aquariums peuvent être placés comme objet de décoration dans les restaurants et les habitations ou peuvent être mis à disposition du public dans des aquariums publics. Il s'agit de muséums et zoos qui exposent des animaux dans des aquariums ; ils qui sont parfois équipés d'un oceanarium, un aquarium de grande dimension, qui élève et expose des grands animaux marins (requins, phoques, tortues marines).
Selon l'utilisation qui en est faite, un aquarium peut être rempli avec uniquement des poissons (fish only), il pourra être rempli avec des plantes et des animaux, voire un récif de corail. Les plantes et les animaux peuvent provenir de la même région (exemple : Amazonie, grands lacs d'Afrique) ou d'un biotope semblable : l'aquarium reproduira alors les conditions de vie dans ce milieu et propre à cet écosystème. Il peut être utilisé de manière communautaire et héberger des animaux de différentes régions du monde, qui ne se côtoient pas dans la nature. Il peut aussi servir à faire pousser des plantes aquatiques, comme c'est le cas des aquariums hollandais (du nom d'une discipline de jardinage popularisée aux Pays-Bas).
Les appareils présents dans l'aquarium servent à stabiliser la température de l'eau, apporter la lumière nécessaire aux plantes et l'oxygène dissous nécessaire aux animaux. Ils servent également à éliminer les toxines qui se forment naturellement dans l'eau (voir cycle de l'azote).

## L'équilibre écologique

Le cycle de l'azote.

Un aquarium contient des animaux, des plantes et des bactéries, dans une eau qui circule en circuit fermé. Les déchets produits par les animaux et les plantes, une fois transformés par les microorganismes, nourrissent les plantes. Les plantes et l'oxygène qu'elles produisent nourrissent les animaux et les bactéries. La nourriture circule ainsi dans un écosystème en circuit fermé. Un aquarium est en équilibre écologique lorsque les animaux produisent suffisamment de déchets pour nourrir les plantes et que les plantes produisent suffisamment de déchets pour faire vivre les animaux. Dans ces conditions le cycle production-consommation - cycle de l'azote - se perpétue indéfiniment et les plantes et les animaux vivent en autarcie.
L'équilibre écologique nécessite un grand volume d'eau, de nombreuses plantes et peu d'animaux. Ces conditions sont courantes dans la nature et rares en aquarium, où le volume d'eau est généralement faible par rapport à la population de poissons. Les filtres des aquariums contemporains visent à maintenir un certain équilibre malgré une concentration élevée de poissons.
Les bactéries présentes dans l'aquarium digèrent les déchets produits par les poissons, et produisent des nitrates qui nourrissent les plantes. Un manque de bactéries provoque une accumulation des toxines dues à la décomposition des déchets produits par les poissons. Ce phénomène - signe de déséquilibre biologique - se produit d'ordinaire quelques semaines après le remplissage de l'aquarium. Ceci est dû à l'absence de bactéries dans l'eau du robinet et peut provoquer la mort des poissons. La présence de nitrates non consommés par les plantes - autre signe de déséquilibre - peut provoquer la prolifération d'algues microscopiques qui colorent l'eau en vert ou en brun,.
En plus de produits azotés, l'eau de l'aquarium contient quelques milligrammes par litre de gaz dissous, notamment l'oxygène et le dioxyde de carbone. Les plantes produisent de l'oxygène, et celui-ci est vital aux animaux et aux bactéries. Les animaux produisent du dioxyde de carbone et celui-ci favorise la croissance des plantes. Ces gaz s'échangent avec ceux de l'air de la surface. L'air - riche en oxygène - apporte de l'oxygène à l'eau et absorbe le dioxyde de carbone. Les pompes qui provoquent un mouvement de l'eau de surface ou un jet de bulles d'air accélèrent les échanges de gaz. La quantité maximale de gaz que l'eau douce peut absorber diminue avec la température et la salinité.

## Construction et entretien

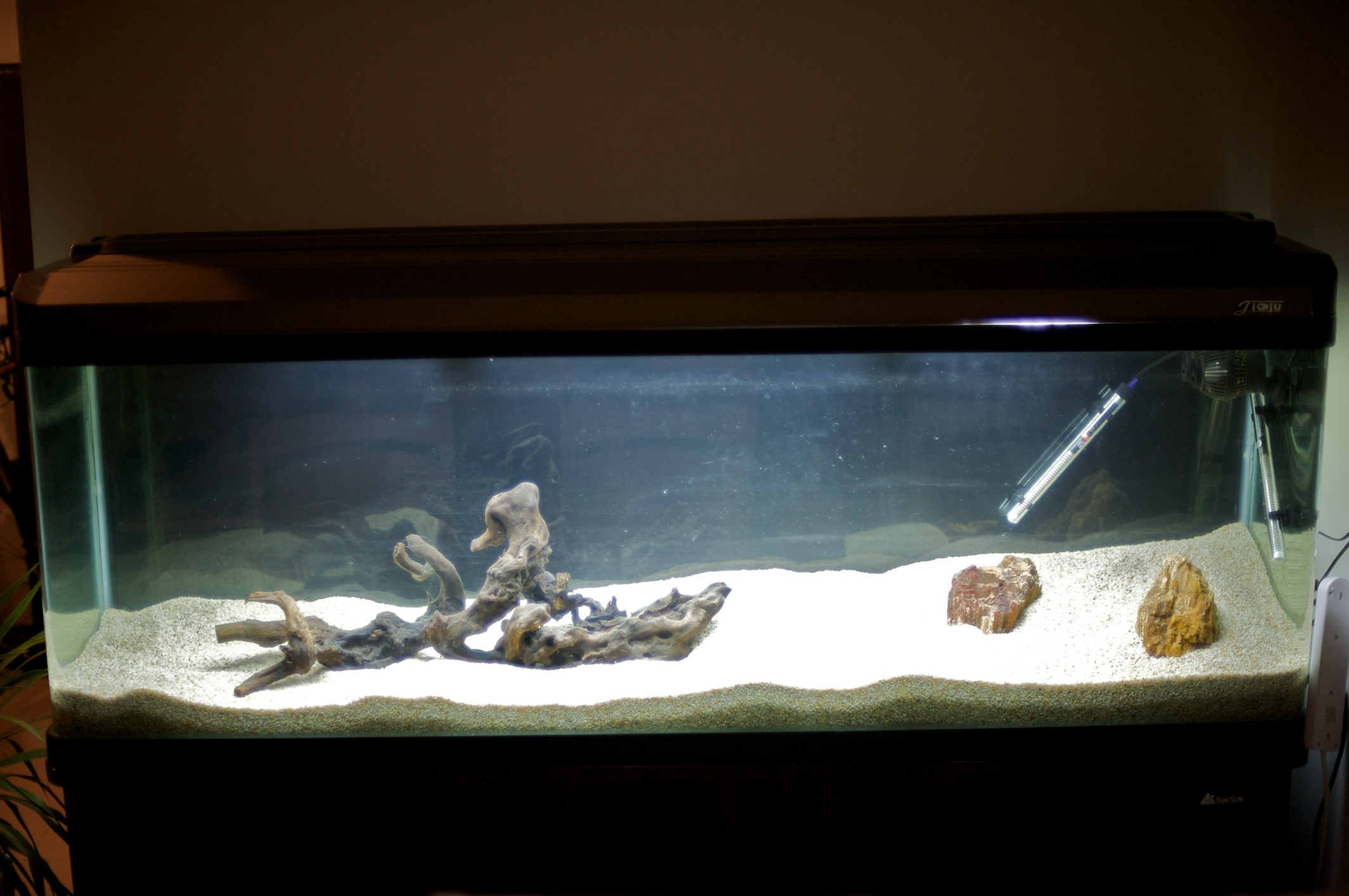
La cuve, le filtre, le chauffage et le substrat sont les éléments essentiels d'un aquarium.

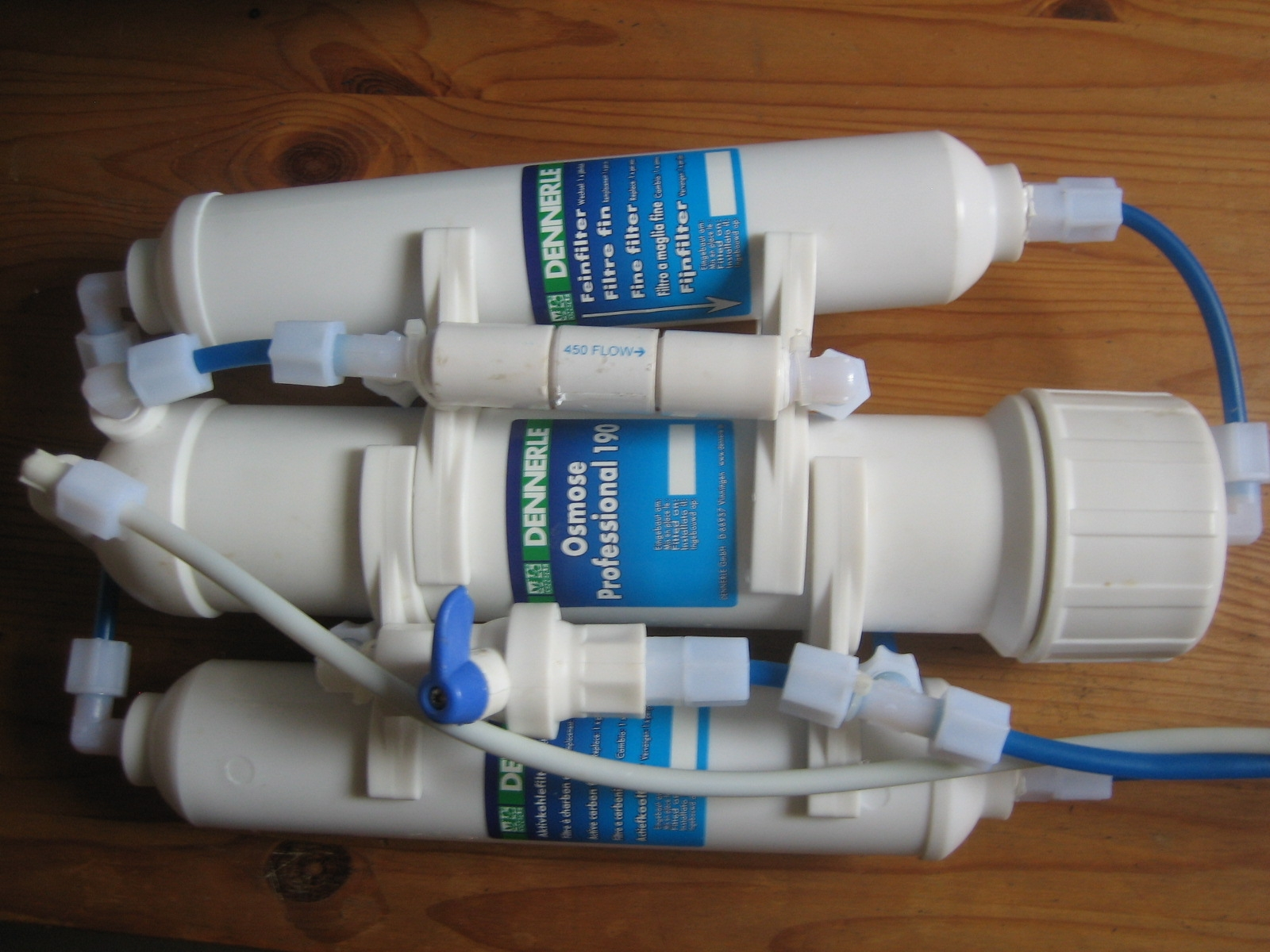
Osmoseur

La cuve de l'aquarium peut être construite par simple collage de plaques de verre avec de la colle au silicone. Les bacs sont aussi construits en plexiglas. Ce plastique transparent est plus léger que le verre, plus cher, peut être facilement moulé et soudé, mais se raye facilement.
Le plexiglas est utilisé dans les aquariums publics pour obtenir des formes originales, ou créer un tunnel de visite. Les bacs du commerce sont la plupart du temps rectangulaires, faits de plaques de verre collées ensemble.
Une fois construit et rempli d'eau, le cycle de l'azote devra être lancé, puis l'aquarium sera progressivement peuplé et planté, en vue d'obtenir et de maintenir l'équilibre naturel de l'écosystème qui vit dans l'aquarium. La mise en route du cycle de l'azote provoque un déséquilibre temporaire, cette situation dure environ 4 semaines.
Un aquarium contient typiquement un excédent de poissons et une quantité insuffisante de plantes. Ceci provoque une accumulation de nitrates non consommés, qui nuisent à la santé des poissons, et doivent par conséquent être dilués par des ajouts d'eau propre. L'accumulation est d'autant plus rapide que l'aquarium est petit et le corail y est particulièrement sensible.
Les aquariums publics, les élevages et les magasins utilisent souvent un groupe d'appareils - filtres et pompe - pour plusieurs aquariums, reliés à un circuit d'eau. Le circuit est souvent directement relié au robinet, par l'intermédiaire d'un goutte-à-goutte et parfois un osmoseur, qui apportent continuellement l'eau nécessaire pour diluer les nitrates et compenser l'évaporation.
Dans les aquariums domestiques, les nitrates sont dilués par ajout d'eau propre à intervalles réguliers. La fréquence de cette opération dépend du nombre de plantes, du volume d'eau et de la sensibilité des animaux.

### Opérations de maintenance
Un aquarium correctement installé et peuplé nécessite peu de maintenance :
- Renouvellements d'eau : un renouvellement régulier d'une partie de l'eau (par exemple 1/3 toutes les deux semaines) permet d'évacuer les déchets organiques. On procède habituellement par siphonnage, en aspirant l'eau près du sol, afin d'évacuer par la même opération les déchets solides. Le remplissage en complément se fera avec de l'eau préparée à l'avance selon les conditions de maintenance utiles aux poissons et plantes.
- Nettoyage des vitres : une raclette permet de rendre leur transparence aux vitres.
- Nettoyage des plantes : les plantes salies par des algues sont nettoyées à la main.
- Nettoyage du sol : en siphonnant le sol au moyen d'une cloche transparente, on peut extraire les déchets qui s'y trouvent et y permettre la circulation d'eau.
- Engrais à plantes (essentiellement à base de fer organique).
- Alimentation des poissons, à base de nourritures sèches, congelées ou vivantes (daphnies, artémies, vers, etc.).
- Etc.

## Peuplement

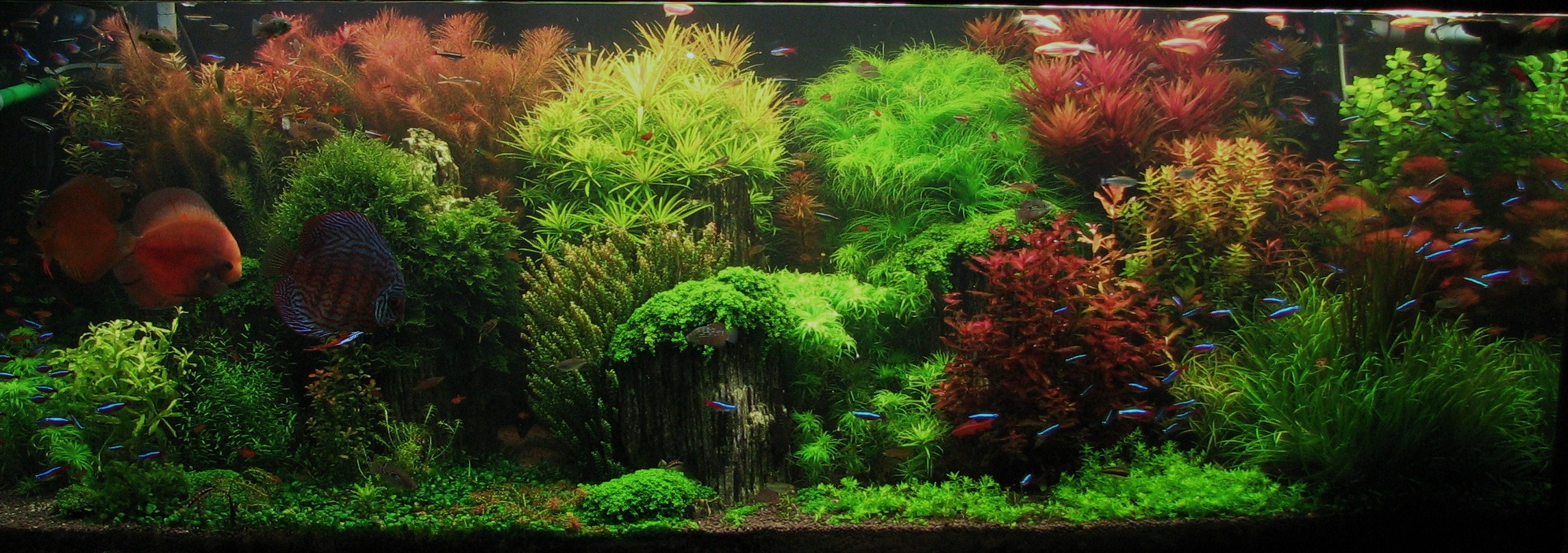
Un aquarium bien planté.

Suivant le biotope choisi, le peuplement d'un aquarium est très différent. Les espèces animales et végétales ne peuvent pas toujours cohabiter surtout si elles n'appartiennent pas au même biotope. Pour les aquariums tropicaux, il existe différents biotopes, comme l'Asie, l'Amazonie, les lacs africains (Malawi et Tanganyika) et le type hollandais caractérisé par l'abondance des plantes.
- aquarium communautaire : un aquarium peuplé d'animaux et de plantes provenant de différentes régions du monde. Le choix de peuplement est limité principalement par la sociabilité des animaux (prédateur / proie, territoire, agressivité, etc.)
- aquarium régional : un aquarium peuplé d'animaux, de plantes et décorations provenant toutes du même biotope. Les biotopes d'une grande biodiversité tels que l'Amazonie ou le Lac Tanganyika sont particulièrement appréciés des adeptes de l'aquariophilie.
- aquarium hollandais : un aquarium peuplé principalement de plantes aquatiques, où les animaux sont hébergés pour des raisons utilitaires.
- aquarium marin : un aquarium d'eau de mer, généralement peuplé de poissons mais sans invertébrés, par opposition à l'aquarium récifal.
- aquarium récifal : un aquarium d'eau de mer, peuplé d'un récif de corail, ainsi que des invertébrés et des poissons de mer. La difficulté principale est la santé fragile du corail.
- aquarium d'élevage : un aquarium qui sert à la reproduction des poissons. Il est peuplé avec des alevins et des jeunes poissons mis à l'écart des animaux plus grands - qui les auraient mangés. La décoration de ce type d'aquarium est souvent réduite au minimum.

### Plantes

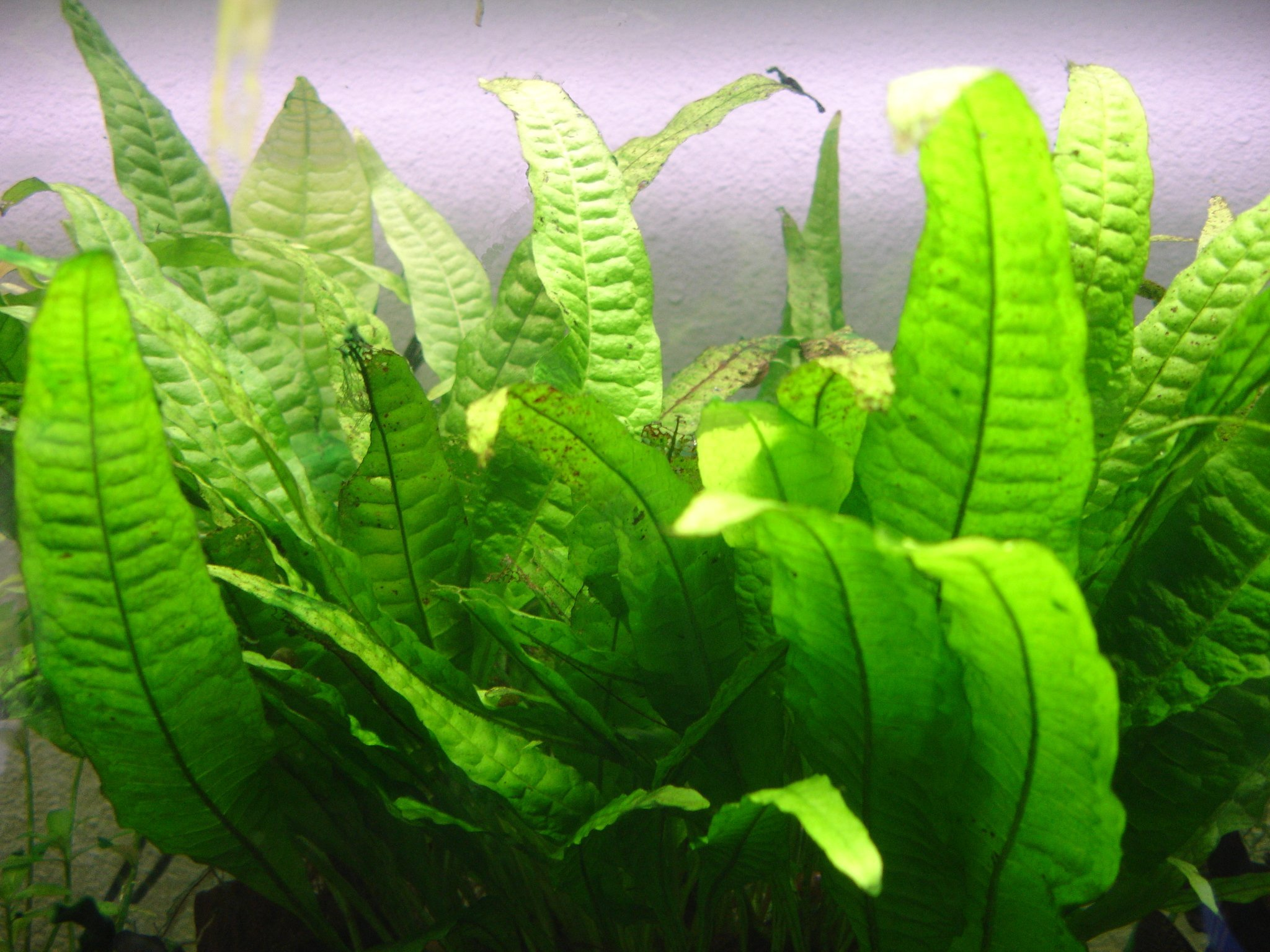
Une plante d'aquarium : la fougère de Java (Microsorum pteropus).

Il est possible de placer des plantes naturelles ou des plantes artificielles dans un aquarium. Le rendu esthétique et les contraintes de nettoyage sont différentes. Les plantes artificielles rendent l'aquarium moins vivant mais procurent une facilité d'entretien même si ces dernières ont tendance à devenir le support de nombreuses algues. Les poissons peuvent se blesser en s'égratignant contre les plantes artificielles[réf. nécessaire]. En aquariophilie, les plantes naturelles sont largement utilisées dans les bacs car elles offrent un rendu visuel plus naturel et offrent des abris aux poissons. De nombreuses espèces de plantes sont couramment commercialisées dans les magasins spécialisés. Parfois, certaines plantes non aquatiques sont abusivement vendues comme telles. Il s'agit le plus souvent de plantes non aquatiques qui ont été noyées pour leur côté esthétique (souvent de très jolies plantes à rayures blanches ou rouges).
Les plantes peuvent être plantées abondamment dans les aquariums d'eau douce car elles permettent le recyclage des déchets azotés. De plus, les plantes aquatiques jouent plusieurs rôles importants dans un aquarium : 
- un effet nettoyant : elles se nourrissent des nitrates dans l'aquarium (le nitrate est formé par les déchets organiques des poissons et restants de nourriture)
- un anti-algue naturel : les algues prolifèrent grâce aux nitrates, en les consommant, les plantes sont donc un très bon anti-algues
- une source d'oxygène : la photosynthèse des plantes va fournir de l'oxygène indispensable aux poissons
- des cachettes : elles sont très utiles pour les poissons, notamment les plus craintifs qui sont très sujets au stress.

En plus d'être une source de décoration, les plantes naturelles aident donc à maintenir un écosystème sain pour les poissons et invertébrés.
En eau de mer, plusieurs espèces d'algues peuvent se trouver dans le commerce (Caulerpa).

### Animaux

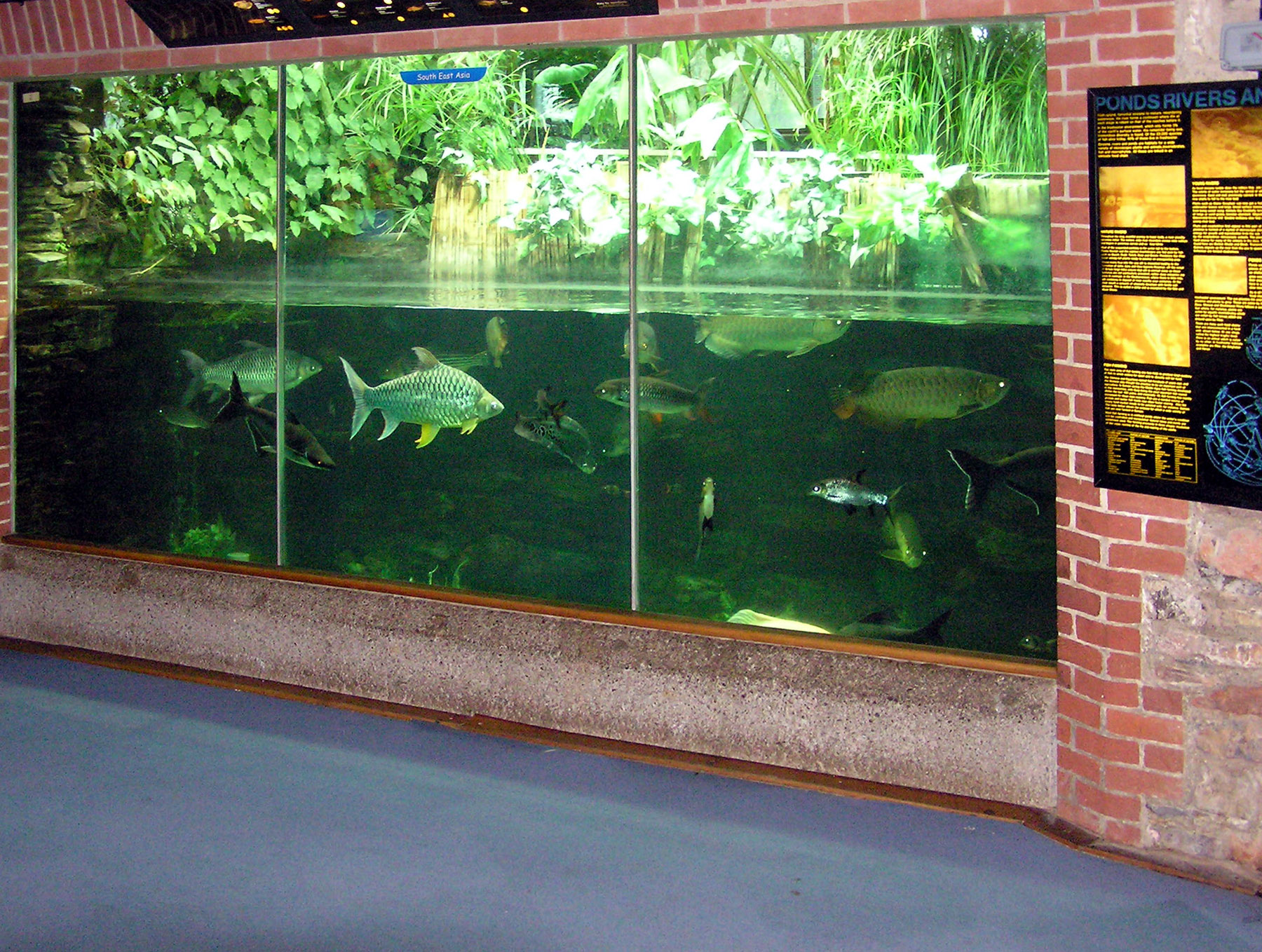
Aquarium du zoo de Bristol.

En aquarium d'eau douce, de nombreuses espèces de poissons sont maintenues. Mais, il existe aussi quelques invertébrés capables de vivre en captivité : gastéropodes, crevettes, etc.
En eau de mer, on peut installer de nombreux invertébrés : oursins, anémones, spirographes, coraux, éponges, avec des poissons. L'hébergement des invertébrés est un domaine particulier qui nécessite une filtration particulière, dont on trouvera un résumé sur la page des bacs récifaux. Il faut toutefois rester raisonnable, et éviter le surpeuplement de l'aquarium qui est cause de maladie et de mortalité élevée.